# Petar Oreb Mijat
Petar Oreb Mijat (1908, Suho Polje u Đurđevace, Rakousko-Uhersko – 12. května 1934) byl chorvatský člen ustašovců, neúspěšný atentátník na krále Alexandra I.
Oreb vyrůstal v těžkých rodinných i sociálních podmínkách. V létě 1933 vstoupil mezi Ustašovce. Postoupil výcvik v několika italských táborech, kde se chorvatští fašisté trénovali. V prosinci 1933 byl vybrán k provedení atentátu na chorvatského krále Alexandra I., nicméně se před samotným činem zalekl a utekl. Byl dopaden jugoslávskou policií, obviněn a soudem na ochranu státu odsouzen k trestu smrti oběšením spolu se svými dvěma komplici.